# 幸存者说：血色1937
《幸存者说：血色1937》，是江苏省广播电视总台拍摄的南京大屠杀纪录片，内容为一百位南京大屠杀幸存者的口述历史，有珍贵的史料价值，于2017年12月12日通过网络播出。